# Landżachbjur
Landżachbjur – wieś w Armenii, w prowincji Gegharkunik. W 2011 roku liczyła 2115 mieszkańców.